# Borderlands 3
Borderlands 3 is een scifi first-person shooter met ARPG-elementen die ontwikkeld is door Gearbox Software en uitgegeven is door 2K Games. Borderlands 3 is uitgekomen voor Windows, Xbox One en Playstation 4 op 13 september 2019. Het spel is (in chronologische volgorde) vervolg op Borderlands 2 en meerdere van de personages uit zowel Borderlands 2 als Tales from the Borderlands zijn in het spel te zien.

## Aankondiging
Borderlands 3 werd officieel aangekondigd tijdens de computerspelbeurs PAX East, waarbij de directeur van Gearbox, Randy Pitchford, de trailer van het spel voor het eerst publiekelijk toonde op 28 maart 2019. In de trailer zijn meerdere personages uit de voorgaande delen van Borderlands te zien. De antagonist in Borderlands 3 is een duo genaamd de Calypso Twins. Daarnaast is er in de trailer te zien dat Borderlands 3 ruim een miljard verschillende vuurwapens heeft met unieke eigenschappen die willekeurig worden gegenereerd via een algoritme.

## Ontvangst
Borderlands 3 is positief ontvangen in recensies en heeft op aggregatiewebsite Metacritic een score van 81% (PC), 78% (PS4) en 82% (XOne). Men prees het behoud van de kenmerken van de serie, zoals de humor, verbeteringen aan het skill-systeem, de bewegingen van de speler en het bevredigende verhaal. Kritiek was er op de afhankelijkheid van eindbaasgevechten en dat sommige tegenstanders te gemakkelijk zijn. De Calypso Twins werden door meerdere recensenten ook gezien als irritante personages die minder charismatisch en interessant waren dan Handsome Jack uit Borderlands 2. 
Het spel werd een commercieel succes en is ruim vijf miljoen keer verkocht in de eerste vijf dagen na uitgave. De Windows-versie was het meest populair, en 70% van alle aankopen werden via een digitale downloadwinkel gedaan.